# Acton Bjørn

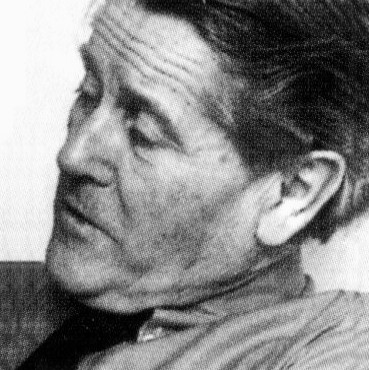
Acton Bjørn

Acton Bjørn (Copenaghen, 23 settembre 1910 – Charlottenlund, 20 giugno 1992) è stato un designer danese.

## Formazione
Bjørn ha studiato architettura e urbanistica prima di intraprendere la carriera di disegnatore industriale.

## Attività
Le prime esperienze del designer avvennero in campo aeronautico, lavorando per Douglas e Boeing che producevano mezzi per la SAS.
Nel 1949 ha fondato lo studio di design Sigvard Bernadotte & Acton Bjørn con il socio Bernadotte.
Dal 1966 Bjørn ha avuto uno studio personale, l'Acton Bjørn Tegnestue, progettando elettrodomestici, mobili per ufficio, oggetti per la casa e packaging.

## Contributo e opere
Tra i lavori più importanti del suo studio vi sono gli utensili da cucina ‘'Rosti'’ e l'arredamento per ufficio ‘'Facit'’.

## Premi
Nel 1966 ha vinto il Danish ID Prize con la radio a transistor ‘'Beolit 500'’, prodotto dalla Bang & Olufsen.

## Galleri

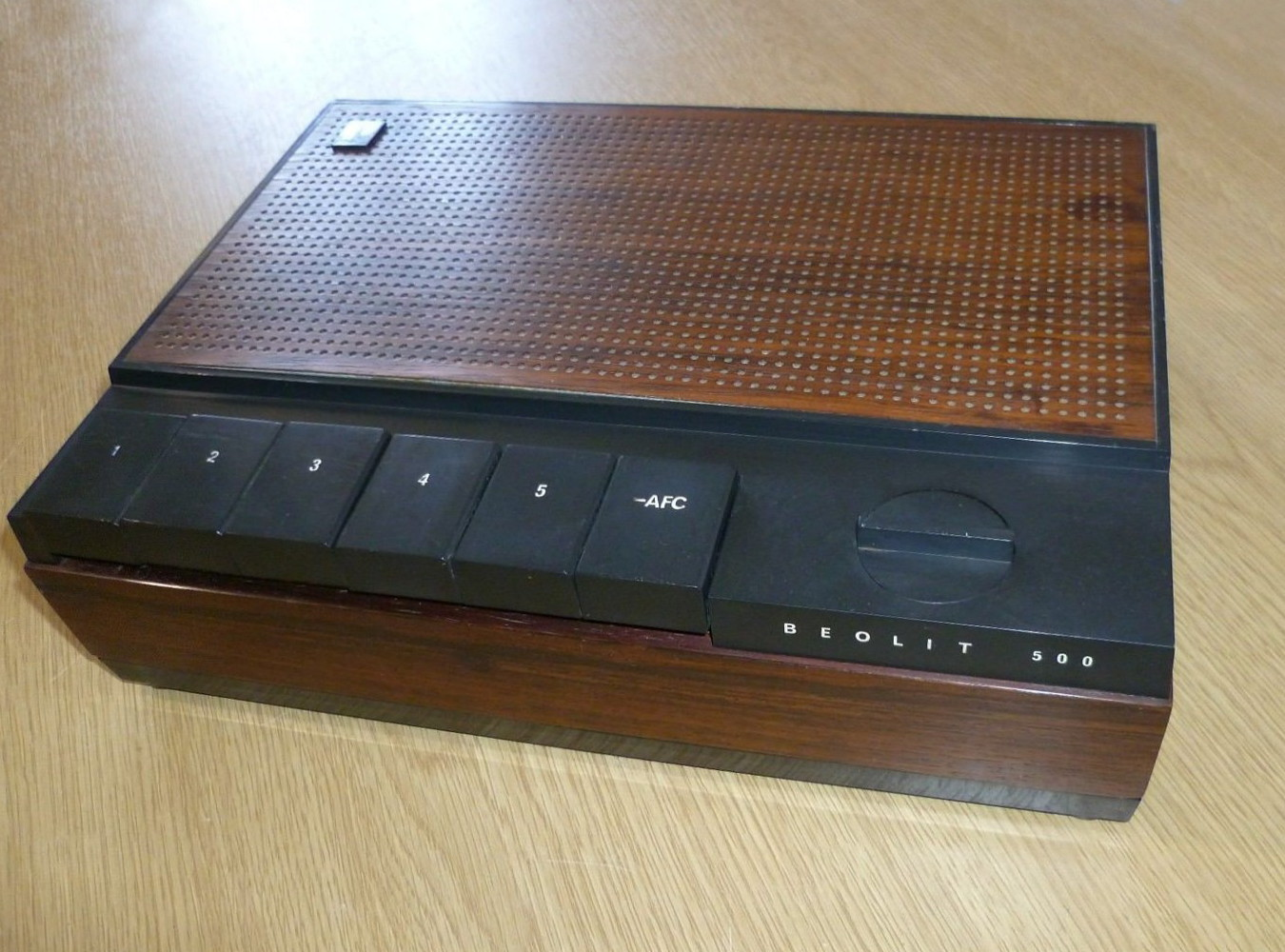
Beolit 500, transistor radio per  Bang & Olufsen  1965
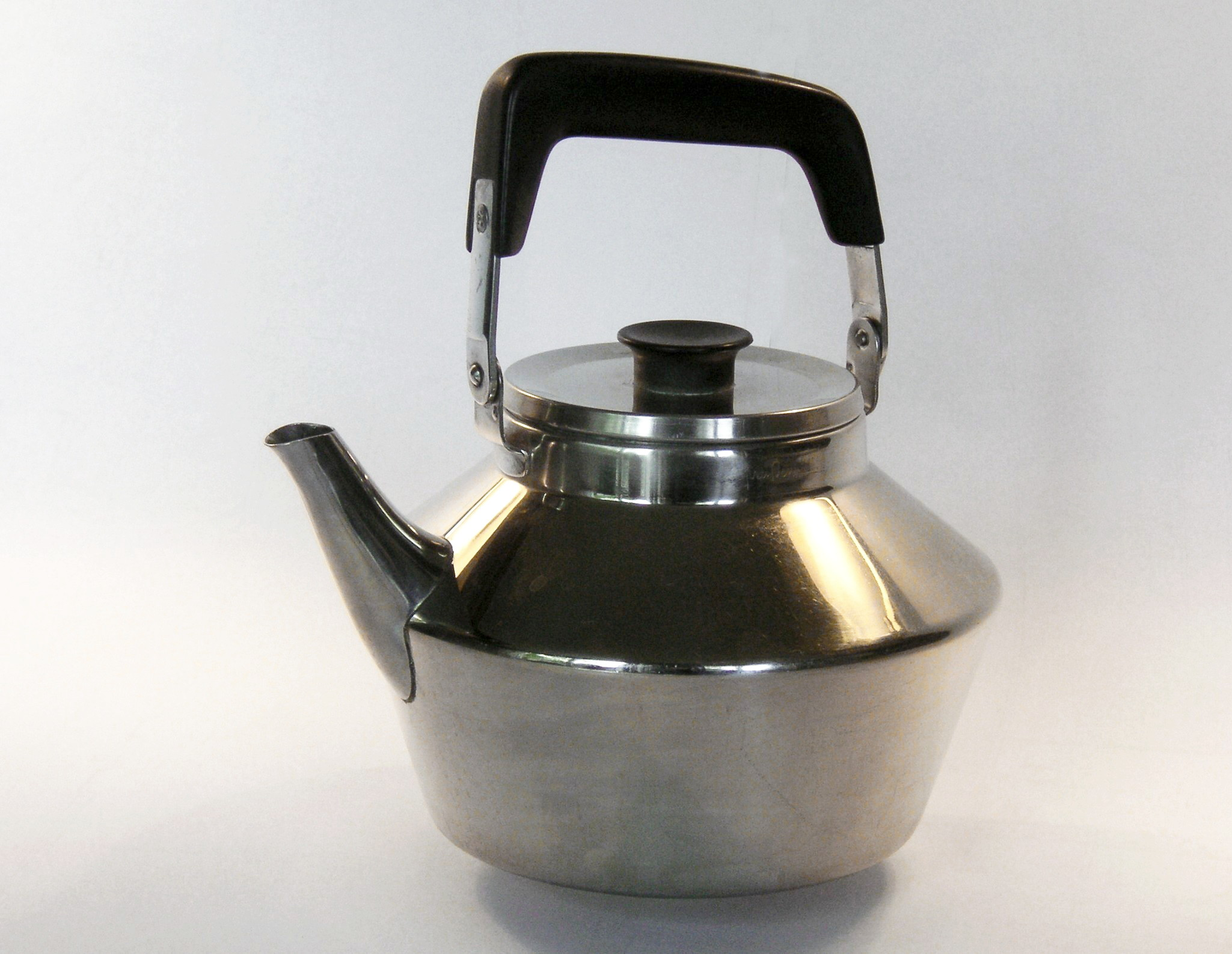
Bollitore  per  Modernum
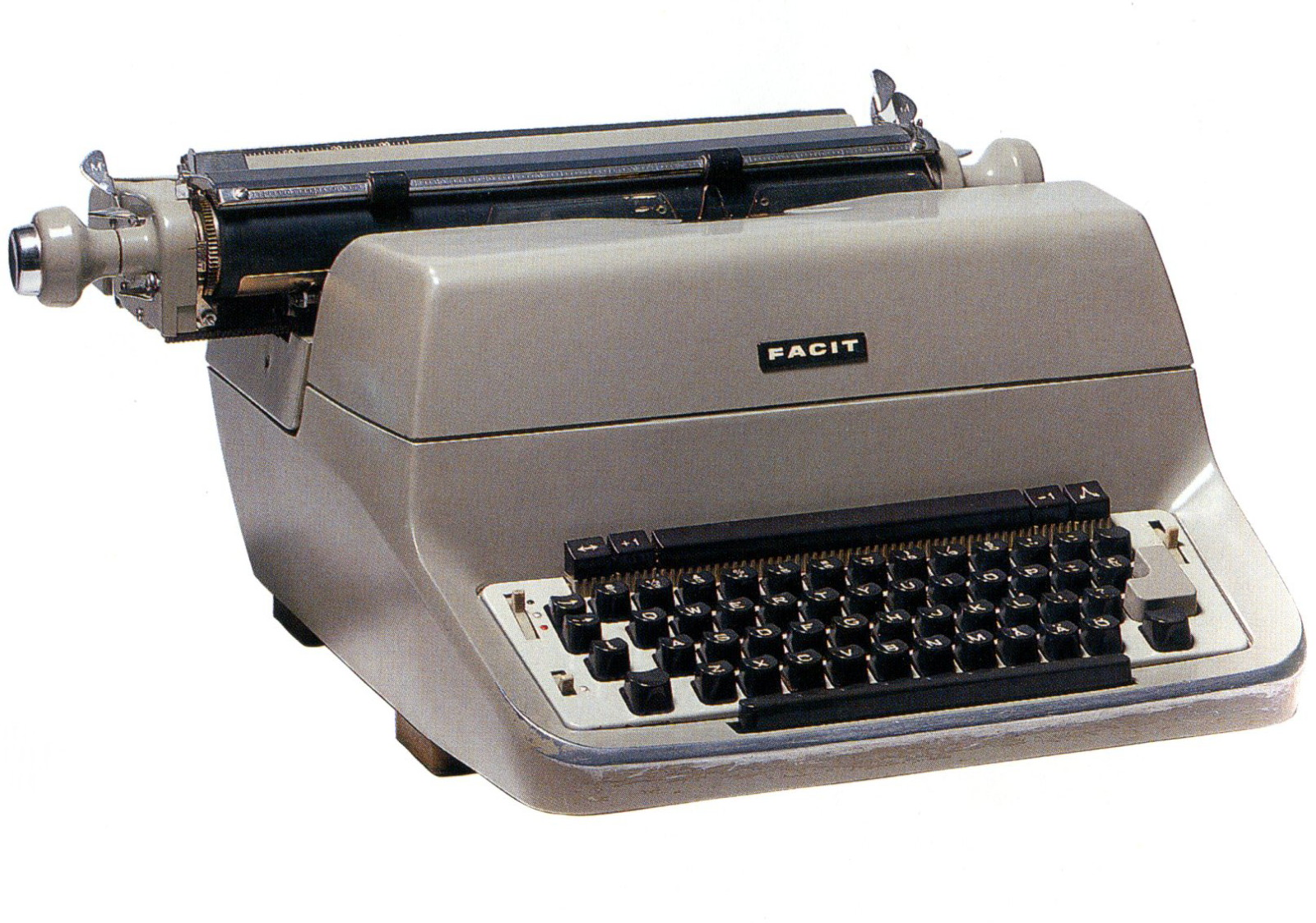
Macchina da scrivere per  FACIT  1958
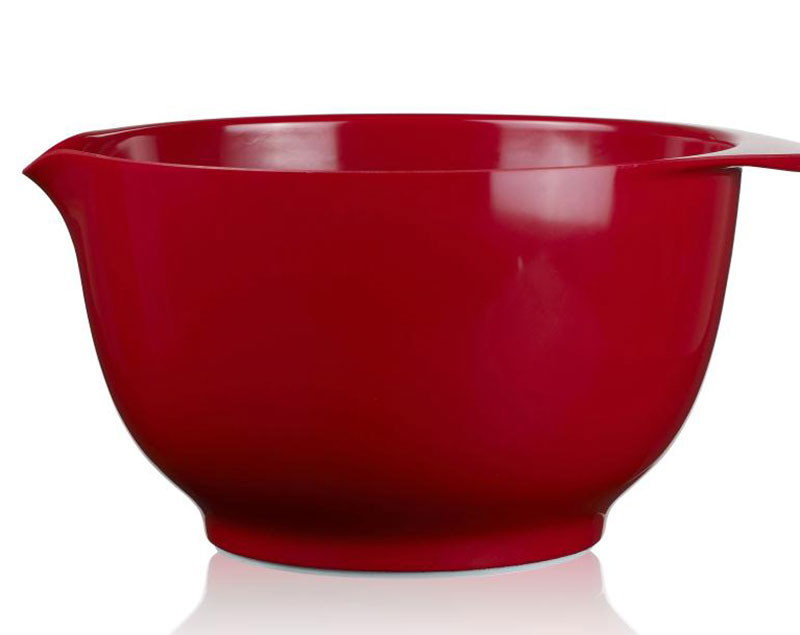
Polpetta di riso per Rosti 1950